# Monika Jaworska
Monika Jaworska (ur. 21 lutego 1968 w Gubinie, zm. 4 stycznia 2022 we Wrocławiu) – polska dziennikarka, prezenterka radiowa, współtwórczyni i redaktor naczelna Radia RAM.

## Edukacja
W latach 1975–1978 uczęszczała do Szkoły Podstawowej w Gostchorzu, w latach 1978–1983 do Szkoły Podstawowej nr 2 im. J. Kilińskiego w Krośnie Odrzańskim. W latach 1983–1987 uczęszczała do Liceum Ogólnokształcącego im. W. Broniewskiego w Krośnie Odrzańskim.
Ukończyła studia humanistyczne na kierunku filologia polska na Uniwersytecie Wrocławskim.

## Kariera zawodowa
Karierę radiową rozpoczęła w 1995 roku w Programie Miejskim Radia Wrocław. Prowadziła „Bieg przez plotki”, tworzyła radionowelę „Losy dziwne Manuela”.
Po 1995 roku współpracowała też z Phoenix Press Media przy wydawaniu takich gazet jak „Z życia wzięte”, „Sukcesy i porażki”, „Czas na relaks”.
Od 2000 roku Monika Jaworska współtworzyła wrocławskie Radio RAM. 6 grudnia 2000 r. poprowadziła pierwszą poranną audycję, w duecie z Wojciechem Lorenzem. W latach 2001–2004 współprowadziła „RAM rano” z Pawłem Gołębskim. W Radiu Wrocław współprowadziła codzienny "Radiowy przegląd kanałów telewizyjnych" z Wacławem Sondejem. Od 2013 roku prowadziła „Dzień dobry we Wrocławiu” w Radiu RAM. Była konferansjerką charytatywnych koncertów na rzecz zwierząt „Panny z dobrych domów”. Podczas Przeglądu Piosenki Aktorskiej wręczała nagrodę Radia RAM.  
W latach 2001–2005 Monika Jaworska moderowała jeden z pierwszych w Polsce czatów internetowych dla słuchaczy – „RAM-Chat”. Od początku kariery radiowej stawiała na bezpośredni kontakt ze słuchaczami. Organizowała dla nich spotkania towarzyskie, imprezy karaoke, radiowe Rekordy Guinnessa, pikniki, rejsy i koncerty. W redakcji słynęła z konsekwentnego odpowiadania na każdą uwagę i pytanie od słuchaczy. Głosiła zasadę, że słuchacz jest najważniejszy. Przez całą karierę zawodową związana była z jedną rozgłośnią.

## Życie prywatne
Była jedną z najbardziej rozpoznawalnych fanek Elvisa Presleya w Polsce. Od 19 stycznia 2015 roku współtworzyła fanklub „Polska Mafia Elvisa Presleya”. Jeździła czarnym kabrioletem z naklejkami Radia RAM oraz "Elvis żyje!".  

## Śmierć
Ostatnią poranną audycję w Radiu RAM poprowadziła 6 grudnia 2021 roku, w dniu 21. urodzin stacji. Zmarła 4 stycznia 2022 roku we Wrocławiu po długiej chorobie. Kilka dni przed śmiercią nagrała dla słuchaczy ostatnie życzenia:
Drodzy Słuchacze Radia RAM. Nie odkładajmy tego, co dla nas najlepsze na później. Wyobraźmy sobie społeczeństwo szczęśliwych, spełnionych, dobrych ludzi. Trochę utopijne, ale czy ja wiem? Może się tak da. Trzeba spróbować. Teraz mamy nowy czas na to. Tak naprawdę zawsze mamy na to czas, ale to może być ten moment, kiedy sobie powiemy nasze 'teraz'. Ode mnie więc życzenia wspaniałych spotkań, pięknych podróży i tego, żebyście mogli powiedzieć 'A co! Zrealizowałem swoje'. No i to wszystko wcale nie musi dziać się jakoś bardzo daleko od Radia RAM, które wszyscy bardzo kochamy.
Pochowana została na Cmentarzu Komunalnym w Krośnie Odrzańskim. Uroczystości pogrzebowe odbyły się 8 stycznia 2022 roku. 

## Odznaczenia
W 2021 roku otrzymała odznakę honorową „Zasłużony dla Kultury Polskiej” przyznaną przez Ministra Kultury, Dziedzictwa Narodowego i Sportu. Pośmiertnie odznaczona została medalem Merito de Wratislavia – Zasłużony dla Wrocławia przez Prezydenta Wrocławia Jacka Sutryka.

## Upamiętnienie
21 lutego, w rocznicę urodzin Moniki Jaworskiej, Radio RAM organizuje Dzień Słuchaczki i Słuchacza Radiowego.
21 lutego 2023 r. imię Moniki Jaworskiej nadano wrocławskiemu tramwajowi Moderus Gamma o numerze taborowym 3321. 